# Bistum Geita
Das Bistum Geita (lat.: Dioecesis Geitaensis) ist eine in Tansania gelegene römisch-katholische Diözese mit Sitz in Geita. 

## Geschichte
Das Bistum Geita wurde am 8. November 1984 durch Papst Johannes Paul II. mit der Apostolischen Konstitution Summi Pontificis aus Gebietsabtretungen des Bistums Mwanza errichtet und dem Erzbistum Tabora als Suffraganbistum unterstellt. Am 18. November 1987 wurde das Bistum Geita dem Erzbistum Mwanza als Suffraganbistum unterstellt.

## Bischöfe von Geita
- Aloysius Balina, 1984–1997, dann Bischof von Shinyanga
- Damian Dalu, 2000–2014, dann Erzbischof von Songea
- Flavian Kassala seit 2016